# Patata cabannese
La Cabannese è una varietà di patata tradizionalmente coltivata sull'Appennino Ligure.

## Caratteristiche
- Forma del tubero: di forma tondeggiante;
- Pezzatura: media
- Buccia: scabrosa con colore giallastro;
- Pasta: di colore giallo, farinosa;
- Germoglio: il colore è bianco;
- Fiore: il colore si mostra di un violaceo chiaro;
- Maturazione:
- Categoria culinaria: C

## Storia
Il termine cabannese si riferisce al luogo dove veniva coltivata: Cabanne, frazione di Rezzoaglio (GE, situata in alta val d'Aveto, coltivata anche a valle del Ceno.
Si racconta che l'introduzione della stessa sia ad opera di Badaracco, importata agli inizi del XX secolo dall'America.  Diffusa durante la Seconda guerra mondiale, come cibo fornito agli sfollati delle città, dalla metà del secolo la sua diffusione diminuì, fino a non venire commercializzata.

## Sinonimi
- Cabannin-a,
- Matta,
- Purchin-a,
- Sarvéga.

## Utilizzi
Viene utilizzata in cucina per minestre e purè.

## Varietà di patata tradizionali della Liguria
- Cannellina Nera
- Morella
- Quarantina Bianca Genovese
- Quarantina Gialla
- Quarantina Prugnona